# Karla Rubilar
Karla Elizabeth Rubilar Barahona (Santiago, 17 de abril de 1977) es una médica y política chilena. Entre julio de 2020 y marzo de 2022 se desempeñó como ministra de Desarrollo Social y Familia bajo el segundo gobierno del presidente Sebastián Piñera.
Anteriormente ejerció como diputada de la República en representación del partido Renovación Nacional (RN), por el antiguo distrito n.º 17 que comprendía las comunas de Renca, Conchalí y Huechuraba durante tres periodos legislativos consecutivos, desde 2006 hasta 2018. Luego, desde marzo de 2018 hasta octubre de 2019 fungió como intendenta de la Región Metropolitana de Santiago. Asimismo, entre octubre de 2019 y julio de 2020 se desempeñó como ministra Secretaria General de Gobierno, ambos en la segunda presidencia de Piñera. Compitió como candidata a la Alcaldía de Puente Alto en las elecciones municipales de 2024,  perdiendo frente al candidato independiente Matías Toledo Herrera

## Biografía

### Familia
Nació el 17 de abril de 1977, en Santiago, es hija de Patricio Rubilar y Vicky Barahona, alcaldesa de Renca durante cuatro periodos consecutivos, entre los años 2000 y 2016. Su abuelo materno Víctor Manuel Barahona Bustos, abogado de la Fuerza Aérea de Chile (FACh), que efectuó torturas a exoficiales y suboficiales al interior de la Academia de Guerra Aérea (AGA) en plena dictadura militar de Augusto Pinochet. También fue Comandante de Escuadrilla y Secretario de Legislación de la Junta de Gobierno subrogante, que participó en la creación de la Dirección de Inteligencia Nacional (DINA) en 1974 y fue miembro activo del Consejo de Guerra de la Junta Militar de Chile (1973-1990).

#### Vida personal
El 28 de octubre de 2009, por el civil y el 31 de mismo mes por la iglesia católica, contrajo matrimonio con el exalcalde de Conchalí (2008-2012), Rubén Malvoa, celebrando en la comuna de Pirque y donde asistieron los candidatos presidenciales Sebastián Piñera y Marco Enríquez-Ominami, además de la exministra del Sernam, Laura Albornoz.[cita requerida] El matrimonio tuvo cuatro hijos: Patricio Rubilar, Laura, Karla y Rubén. Se separaron en 2018. 
En agosto de 2019, confirmó mantener una relación amorosa desde hace un mes con el periodista Christian Pino.Quien fuera su par en el gobierno como ministro de Salud, el médico Jaime Mañalich, es padrino de uno de sus hijos.

### Estudios y vida laboral
Realizó sus estudios primarios en el Colegio Isabel La Católica y Madres Escolapias; los secundarios en el Colegio de La Salle, de La Reina. Posteriormente continuó los superiores estudiando medicina en la Facultad de Ciencias Médicas de la Universidad de Santiago de Chile (Usach), donde se tituló como médico cirujano con distinción máxima. Luego se especializó en atención primaria de salud y realizó un magíster en salud pública con mención en economía de la salud en la Universidad de Chile. Tiene dos postítulos en medicina alternativa o complementaria: un postítulo en acupuntura en la Usach y un diplomado en medicina biorreguladora en la Universidad Mayor; además de varios diplomados en gestión de la Universidad Andrés Bello.[cita requerida]
Como profesional de la salud se ha desempeñado en distintos servicios públicos. En 1998, se desempeñó en Turno SAPU (Servicio de Atención Primaria de Urgencia) y en Atención Abierta en el Consultorio Aníbal Ariztía.
En 2000, fue auxiliar técnico en el turno de residencia en medicina interna en el Hospital Militar.
En 2001 realizó turnos voluntarios en la Urgencia Maternal y en el Policlínico de Esterilización Quirúrgica del Hospital El Pino y fue auxiliar técnico en el Turno SAPU de Renca. Al año siguiente, realizó una asesoría ad honorem en la Dirección de Salud de la Corporación Municipal de Renca y fue instructora de estudiantes de primer año de la carrera de medicina en la Universidad Andrés Bello (UNAB).
Entre 2003 y 2004, impartió clases de salud pública en la Universidad Tecnológica de Chile Inacap para alumnos de técnicos en enfermería y fue asesora de proyectos de telemedicina en la empresa Tecmedica S.A. Entre octubre de 2003 y septiembre de 2005 asesoró a la Dirección de Salud de Recoleta en la validación de los Centros de Salud Familiar (CESFAM).
En 2005 también, realizó una asesoría en promoción en las Escuelas de la Municipalidad de Vitacura.
A fines de marzo de 2022, se sumó como panelista al matinal del canal de televisión Mega, Mucho gusto, donde participó los miércoles de cada semana para comentar y explicar temas de contingencia nacional. También realizó el programa radial Mujer de palabra en Radio Agricultura.
Desde marzo de 2025, conduce junto a Christian Pino el programa Dos en la Ciudad, transmitido por Radio La Metro FM, donde comentan noticias nacionales e internacionales del mediodía.

## Trayectoria política

### Inicios
En el ámbito político, integró la Juventud de Renovación Nacional (JRN), dónde formó parte de la comisión de proyectos y participó en los talleres bicentenarios. Fue fundadora del Movimiento de Estudiantes y Profesionales (MEP), agrupación que imparte charlas de capacitación y trabajo social bajo el alero del Instituto Libertad, un think tank ligado a la derecha política. También, fue fundadora del Comando Jóvenes por Sebastián Piñera, en su primera candidatura presidencial (2009).

### Diputada

#### 2006-2010

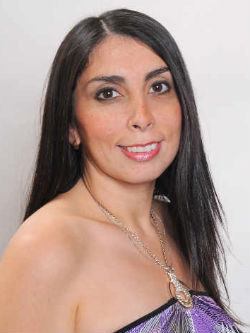
Fotografía oficial de Karla Rubilar como diputada en marzo de 2010.

En las elecciones parlamentarias de 2005, fue elegida como diputada por el distrito n.º 17, correspondiente a las comunas de Conchalí, Huechuraba y Renca (Región Metropolitana de Santiago), en representación de RN, por el período legislativo 2006-2010.
Integró las comisiones permanentes de Seguridad Ciudadana y Drogas; de Salud; y presidió la de Derechos Humanos, Nacionalidad y Ciudadanía. Junto con las comisiones investigadoras del Plan Transantiago; y sobre el Plan AUGE. Además, participó en las comisiones especiales de la Juventud; y sobre Deudas Históricas. Finalmente, fue miembro de la Comisión Asesora Presidencial de Juventud y de los Talleres del Bicentenario, en la subdivisión Atención Primaria.
Asimismo, en 2008 fue junto al diputado Marco Enríquez-Ominami los primeros políticos en denunciar ante la Contraloría General de la República (CGR) el «caso falsos exonerados».
Luego, en enero de 2009, dejó la presidencia de la Comisión Permanente de Derechos Humanos, Nacionalidad y Ciudadanía, tras ser censurada por 8 votos a favor y 5 en contra, debido a un pronunciamiento en materia de detenidos desaparecidos durante la dictadura militar del general Augusto Pinochet (1973-1990).

#### 2010-2014
En las elecciones parlamentarias de 2009, fue reelecta en representación del mismo distrito n.º 17, por el periodo 2010-2014. En este período integró las comisiones permanentes de Salud, la que también preside; junto con la de Derechos Humanos; y de Familia. Además, formó parte de las comisiones mixtas encargadas de resolver las discrepancias suscitadas entre ambas ramas del Congreso Nacional en relación con el proyecto de ley sobre otorgamiento y uso de licencias médicas; en materia de duración del descanso de maternidad; que modifica el Código Sanitario en materia de regulación de farmacias y medicamentos, entre otras. Formó parte del primer Comité parlamentario de RN.
A dos meses de finalizar este periodo, el 7 de enero de 2014 renunció a Renovación Nacional —luego de militar casi diez años— junto a los diputados Joaquín Godoy Ibáñez y Pedro Browne, para formar el movimiento político Amplitud al que posteriormente se unió la senadora Lily Pérez. Fue parte del Comité Político de ese movimiento. Sin embargo, el 15 de mayo de 2015, presentó su renuncia dicha colectividad, manteniéndose como independiente.

#### 2014-2018
En las elecciones parlamentarias de 2013, fue reelecta en segunda ocasión por el mismo distrito n.º 17, por el periodo 2014-2018. Pese a ser reelecta como miembro de Renovación Nacional en aquellos comicios de noviembre, se mantuvo durante todo el periodo como independiente, tras la renuncia (previo a asumir como diputada) al partido en enero de 2014.
En su último periodo parlamentario fue integrante de las comisiones permanentes de Ciencias y Tecnología; y Familia y Adulto Mayor. Asimismo, integró, entre otras, las comisiones especiales investigadoras sobre: Eventual irregularidad de los procesos de inversión pública en infraestructura hospitalaria; Eventuales irregularidades cometidas en perjuicio de la Empresa Nacional de Minería (Enami) entre los años 2010 y 2013; del rol de los organismos públicos respecto de la adquisición de medicamentos y el acceso a ellos por la población; de la actuación de los organismos públicos competentes en relación con el incendio ocurrido en el relleno sanitario Santa Marta; eventuales irregularidades en la reducción artificial de listas de espera; etc.
En julio de 2017, y luego de una polémica votación en la Cámara de Diputados por un informe sobre las muertes de niños y adolescentes en el Servicio Nacional de Menores (Sename), anunció que no repostularía a su cargo para las elecciones parlamentarias de ese año.

### Intendenta y ministra de Estado en el segundo gobierno de Sebastián Piñera (2018-2022)
Asumió como intendenta de la Región Metropolitana de Santiago en el marco de la segunda administración del presidente Sebastián Piñera. El 28 de octubre de 2019, debido a las masivas protestas de ese mes, fue reasignada como ministra secretaria general de Gobierno, dejando el cargo el 28 de julio de 2020, fecha en que fue nombrada como ministra de Desarrollo Social y Familia, siendo la séptima mujer al mando de la cartera. Mantuvo esa última función hasta el final del gobierno el 11 de marzo de 2022.

## Controversias

### Denuncia por supuestos «falsos detenidos desaparecidos» durante la dictadura militar
El 8 de enero de 2009 causó gran conmoción pública al denunciar a través de los medios de comunicación otros 3 casos de supuestos «falsos detenidos desaparecidos», que se agregan a los otros descubiertos anteriormente. La denuncia fue desacreditada por los propios familiares de estas víctimas de la dictadura militar de Augusto Pinochet. Por otro lado, en medio de la polémica, se ha develado que la diputada estaría siendo informada por Javier Gómez, asesor jurídico y representante de Manuel Contreras, exdirector de la DINA, en varios procesos judiciales por violaciones a los Derechos Humanos. No obstante, Rubilar ha señalado haber entregado confidencialmente los datos al subsecretario del Interior Patricio Rosende, sin embargo estos habrían sido revelados a la luz pública por el exministro del Interior y de Defensa Nacional Francisco Vidal, causando el revuelo propio de la situación. El 14 de enero de 2009, durante la sesión de la Comisión de Derechos Humanos que presidía, fue censurada por la mayoría (8-5) perdiendo su cargo lo que la transformó nuevamente en una integrante más.

### Falta al principio de la prescindencia política
En octubre de 2021, un reportaje del noticiero Teletrece reveló actos que podían ser contrarios al principio de probidad. Tras la denuncia de un grupo de funcionarios del Ministerio de Desarrollo Social y Familia, se dio a conocer un eventual uso de recursos públicos para apoyar la campaña de su pareja, el periodista Christian Pino, candidato a diputado por el distrito 8. Ella negó el uso de recursos públicos para favorecer la candidatura de Pino y señaló que la estaban acusando "gratuitamente". En tanto, la Contraloría General de la República (CGR) solicitó un informe de lo ocurrido a la subsecretaria del ministerio. El 12 de noviembre, Contraloría determinó que Rubilar cometió falta al principio de la prescindencia política, pero que no hubo falta a la probidad, ni uso de recursos públicos.

## Historial electoral
| Año  | Tipo                      | Territorio    | Pacto                   | Partido | Votos   | %     | Resultado |
| ---- | ------------------------- | ------------- | ----------------------- | ------- | ------- | ----- | --------- |
| 2005 | Parlamentarias a diputada | 22.º distrito | Alianza                 | RN      | 29 431  | 19.37 | Diputada  |
| 2009 | Parlamentarias a diputada | 22.º distrito | Coalición por el Cambio | RN      | 46 572  | 33.15 | Diputada  |
| 2013 | Parlamentarias a diputada | 22.º distrito | Alianza                 | RN      | 35 402  | 27.33 | Diputada  |
| 2024 | Primarias municipales     | Puente Alto   | Chile Vamos             | Ind.    | 18 155  | 88.73 | Candidata |
| 2024 | Municipales a alcaldesa   | Puente Alto   | Chile Vamos             | Ind.    | 124 484 | 37.29 | No electa |